# Magdalena Rutová
Magdalena Rutová (* 29. prosince 1988) je česká výtvarnice, ilustrátorka a grafička.

## Život a tvorba
Během studia na gymnáziu se věnovala především kreslení. V roce 2016 absolvovala v Ateliéru ilustrace a grafiky na Vysoké škole uměleckoprůmyslové v Praze pod vedením Juraje Horvátha a Michaely Kukovičové. Při studiu na vysoké škole učila výtvarnou výchovu. Na základě práce s dětmi vytvořila bakalářskou práci audio-výtvarný projekt Radio Buch. Jako diplomovou práci vytvořila první online linorytovou banku na světě Linostock.com. Banka obsahuje kolem padesáti milionů kvalitních fotografií. Podle autorky vytvářela Linostock jako parafrázi internetových fotobank. Společensko-kritickým a humorným tónem i zastoupenými tématy se od nich často odlišovala.
Od roku 2017 začala organizovat společně s přáteli (Terezou Říčanovou, Klárou Zahrádkovou a Benjaminem Horváthem) letní linorytový tábor pro děti Linolagro.
Během jednoho roku od 8. dubna 2022 do 8. dubna 2023 si společně s Michaelou Kukovičovou vzájemně posílaly jednu kreslenou zprávu každý den, kde byly zachyceny „zásadní“ události daného dne. Vytvořily celkem sedm set třicet obrázků, popisujících s nadhledem dění všedních dnů jejich, ale také příbuzných a známých. Tento projekt dostal pracovní název Kniha roku. V soutěži „Book in Progress 4“ obsadily se svým projektem druhé místo.
Žije s ilustrátorem, designerem a spisovatelem Janem Čumlivskim (* 1978). Je matkou dvou dětí. S rodinou žijí v Praze.

### Ilustrace knih (výběr)
- 2013 – Obálka románu Akvárium, Krisztina Tóth, nakladatelství Fra
- 2015 – Dvanáct malých ukolébavek, kolektiv autorů, nakladatelství Baobab
- 2017 – Do vesmíru!, Jakub Čermák, nakladatelství Baobab
- 2019 – Vyšehradské fejetony, Popelka Biliánová, nakladatelství Take Take Take
- 2019 – Neskutečná dobrodružství Florentina Flowerse, poctivého piráta ve službách madam L, Marek Toman, nakladatelství Baobab
- 2022 – S úctou Harvey Strub, Paul Maliszewski, nakladatelství Take Take Take
- 2023 – Rajčaťáci a Banáni, Petr Váša, nakladatelství Host
- 2023 – Čavargoš / Tulák, Tera Fabiánová, 3. vydání, nakladatelství Kher
- 2023 – Restaurování není restaurace, Marie Foltýnová, vydáno Galerií hlavního města Prahy[2]

### Autorské knihy
- 2017 – Radio BUCH,[9] projekt zahrnuje audioknihu (na webových stránkách) a doplňuje jej dokreslovací sešit. Vychází z autorčiny bakalářské práce.

- 2021 – Meanwhile – Mezitím, osobní obrazový deník příběhů jednadvacátého století. Opakujícím se motivem knihy je kariéra (lidí, zvířat, věcí). Autorka se zajímá o celebrity i obyčejné lidi, aktuální i okrajová témata. Deník příběhů se snaží o audit k roku 2021. Kniha vyšla v česko-anglické jazykové verzi. ISBN 978-80-88308-32-4.[10]

- 2022 – Já, chobotnice, kniha pro děti i dospělé – lidský svět popsaný „moudrou chobotnicí“. ISBN 978-80-7515-156-8 [11]

### Ocenění
- 2020 – Zlatá stuha v kategorii Výtvarná tvorba (knihy pro starší děti a mládež), za ilustrace ke knize Marka Tomana Neskutečná dobrodružství Florentina Flowerse, poctivého piráta ve službách madam L.
- 2021 – Cena Muriel, nejlepší krátký komiks, „Tady to smrdí jako čert!“ z knihy Odsunuté děti
- 2022 – Zlatá stuha v kategorii Komiks, Odsunuté děti, autoři Jan Blažek, Marek Toman[12]
- 2023 – Magnesia Litera, nominace poroty v kategorii Litera za knihu pro děti a mládež za knihu Já, chobotnice[13]
- 2023 – Czech Grand Design, první cena – ilustrátorka roku za autorskou knihu Já, chobotnice a ilustrace knih Čavargoš / Tulák a Rajčaťáci a Banáni[14]
- 2024 – zvláštní ocenění na „veletrhu dětské knihy v Boloni“[15] za knihu Já, chobotnice[16]